# 连云港市中医院
连云港市中医院，是中国江苏省的一所医院，为三级甲等医院，位于新浦区朝阳中路160号。

## 规模
连云港市中医院总床位200张，日门诊量620人次。